# خدمات کوپراتیف‌ها در افغانستان

کوپراتیف‌ها غرض پیشبرد کار کشاورزان جزء ضروری است.

کوپراتیف عبارت از انجمن اجتماعی تعدادی است که بر بنیاد تقویت اقتصادی بنا شده باشد. این انجمن روی علایق مشترک، اهداف مشترک مساعی مشترک سهم‌گیری مشترک و ضرورت مشترک استوار باشد. هدف غائیهٔ مشترکان کوپراتیف رسیدن به یک وضع اقتصادی بهتر که متکی بر اساس ادارهٔ دموکراسی و سهم‌گیری مساویانه در تأمین سرمایه مورد نیاز و متقبل‌شدن نفع و ضرر مشترک باشد، و یا «کوپراتیف انجمنی است که افراد آن به روی علایق و اهداف معین متکی بر اساسات ادارهٔ مشترک به منظور نایل‌شدن به یک وضع بهتر اقتصادی و اجتماعی تشکیل می‌شود». کوپراتیف‌ها و اتحادیه‌های آن سازمان‌های اجتماعی و اقتصادی دهقانان، کسبه‌کاران و سایر زحمتکشان می‌باشد که داوطلبانه جهت تحقق اهداف خویش متحد شده‌اند.

## تاریخچه
برای نخستین‌بار در سال ۱۳۳۳ ه‍.ش کوپراتیف‌های کشاورزی در افغانستان ایجاد گردید. در ابتدا به تعداد ۱۱۳ کوپراتیف زراعتی توسط مولدان پوست قره قول و کرم پیله تشکیل گردید. روند توسعهٔ کوپراتیف‌ها با تأسیس نظام جمهوری در افغانستان ارتقا یافت. در سال ۱۳۵۲ در قانون کوپراتیف‌ها تعدیلات به وجود آمد. که به‌نفع کشاورزان تمام شد. متعاقباً در سال ۱۳۶۰ قانون نو کوپراتیف‌ها در کشور نافذ و امتیازات بیشتری برای کوپراتیف‌ها در نظر گرفته شد. در دورهٔ سلطنت محمد ظاهرشاه موضوع تشکیل و انکشاف کوپراتیف‌ها در دهات در پلان سوم انکشافی دولت گنجانیده شد. و هم برای تطبیق تأسیس و پیشبرد کار کوپراتیف‌ها دولت مساعدت مؤسسهٔ کار و کارگر جهانی (ILO) را جلب نمود. این مؤسسه با موجودیت سه کارشناس فعالیت خویش را آغاز نمود و موفق به تشکیل ۵ انجمن کوپراتیفی گردید. در سال ۱۳۴۲ کوپراتیف‌ها استهلاکی تحت سرپرستی و رهنمایی ریاست انکشاف دهات در ولایات لوگر فعالیت خویش را آغاز نمود. در پایان سال ۱۳۴۸ ریاست انکشاف دهات منحل و امور سرپرستی ریاست انکشاف کوپراتیف‌های مذکور به دوش وزارت زراعت، آبیاری و مالداری سپرده شد که متأسفانه به این کار تیم کار و کارگر (ILO) همکاری خود را قطع و در پهلوی آن مؤسسه‌ای دیگر به نام پروژهٔ کریدیت و کوپراتیف‌های زراعتی برای افغانستان (PACCA) به کمک مالی کشور سوئد از طریق (FAO) یا مؤسسهٔ خوراکه و زراعتی جهانی به منظور ایجاد و گسترش نهضت‌های کوپراتیفی در افغانستان دست به کارشدند). در سال ۱۳۴۹ ریاست به نام ریاست کوپراتیف‌های زراعتی در چوکات وزارت زراعت تأسیس گردید. فعالیت این ریاست در چوکات سازمان غذائی وزراعت جهانی به امداد مالی حکومت سویدن (SIDA) بپیش برده می‌شد. این اداره کوپراتیف‌ها را در تهیهٔ قرضهٔ زراعتی، مواد زراعتی، فروش و عرضهٔ محصولات زراعتی و غیره مسائل کوپراتیفی، همکاری می‌نمود. پروژهٔ متذکره دارای دو مرکز انکشافی بود که یکی آن در کوهدامن و دیگر آن در بغلان فعالیت می‌نمود و دارای یک مرکز تربیتی نیز بود که در بادام باغ کابل موقعیت داشت، که در این کوپراتیف‌ها تقریباً ۱۸۳ هزار تن عضویت داشتند و تولیدات کوپراتیف‌های زراعتی را میوه‌جات، سبزیجات، پنبه، لبلبو (جغندر قند) تشکیل می‌داد. کوپراتیف‌های زراعتی مذکور در حدود ۶٬۰۰۰ تن ازمحصولات مازاد خودرادربازارهای داخلی، ۱٬۳۰۰ تن انار، ۲٬۰۰۰ تن کشمش، ۷۹ تن کنجد، ۳۲۵ تن پسته را در بازارهای خارجی به قیمت مناسب به فروش رسانیدند که در بلندبردن سطح زندگی و حیات اقتصادی اعضای کوپراتیف تأثیر مفید اقتصادی به جا گذاشت. پسان‌تر باگذشت زمان در سال ۱۳۵۲ به تاریخ ۲ قوس قانون کوپراتیف‌ها نافذ و تا سال ۱۳۵۷ در ۱۲ ولایت افغانستان به فعالیت آغاز نمود. در روزگاری که قانون کوپراتیف‌ها نافذ شد چنین تجویز به عمل آمد تا در سال یک ولایت تحت ساحه فعالیت‌های کوپراتیفی درآورده شود. تا برج حمل ۱۳۵۷، تعداد ۱۳۵ انجمن کوپراتیفی در ۱۱ ولایات کشور تأسیس گردیده بود که از آن جمله ۱۲۴ کوپراتیف ابتدایی زراعتی، ۶ کوپراتیف صنعتی ۴ کوپراتیف استهلاکی و ۱ کوپراتیف زنبورداری عملاً فعال بود. از سال ۱۳۵۷ به بعد، پروگرام عاجل تأسیس کوپراتیف‌های زراعتی عملی گردید؛ چنانچه در سال ۱۳۵۸ به تعداد ۱٬۲۱۰ باب کوپراتیف‌های زراعتی تأسیس شده بودند. درتأسیس کوپراتیف‌های مذکور مسایل زیادی از ابعاد مختلف مدنظر گرفته نشد بدین وسیله نتوانست رشد نماید. و هم کیفیت و مثمریت کوپراتیف‌های تأسیس شده راخیلی پایین آورده و سرانجام در اثر عوامل متعدد اقتصادی سیاسی امنیتی دولتی بانکی پرسنل فعالیت کوپراتیف‌ها در کشور رو به نزول قرار گرفت. اگر چه تا سال ۱۳۷۳ ریاست کوپراتیف‌های زراعتی در بادام باغ فعال بود ولی پس از سال ۱۳۶۰ بنا بر عوامل سیاسی وجنگ نتوانست کوپراتیف‌ها توسعه یابد.

## اهداف دولت‌های افغانستان به منظور ایجاد کوپراتیف‌ها
دولت‌های پیشین افغانستان کوشش داشتند تا مردم را غرض انکشاف جامعه و رشد تولید به شکل از اشکال منسجم و آمادهٔ خدمت همکاری با دولت سازند. بدین ترتیب کارکنان دولت، پیشه‌وران صنعت کاران و دهقانان را در اتحادیه‌ها کوپراتیف‌ها، سازمان‌ها و انجمن‌ها متحد نموده بود. تا مردم در تطبیق پلان‌های خیراندیشانه دولت بی‌تفاوت باقی‌نمانده خود سهم گیرند. سهمگیری مردم در تطبیق پلان‌های دولت خیلی با ارزش بوده برای دولت ارزان، باکیفیت، سهل تمام می‌شود. ثانیاً دولت با سهمگیری مردم دارای یک احصائیهٔ قوی می‌شود. در کشورهای پیشرفته ۳ درصد غلطی در احصائیه را صد درصد می‌دانند. در افغانستان احصائیه‌گیری از روی نمونه است. که می‌تواند ۵۰ درصد غلطی را در خود داشته باشد. دولت بدون احصائیه یک دولت کور است که نمی‌داند چه کند. علت عدم سهمگیری ذهنیت خراب مردم، تلقین غلط، فقدان دانش باعث شده که مردم در احصائیه و فعالیت‌های دولتی سهم نمی‌گیرند در حالی‌که هر فعالیت خیراندیشانهٔ دولت به‌نفع مردم است. کوپراتیف‌ها و اتحادیه‌ها در حقیقت تضمین‌کننده و راحت ساختن زندگی بشری است. دولت وقت چندین کارمند فنی زراعت را توظیف نموده بود تا از طریق کوپراتیف‌ها برنامه‌های دولت را به دهقانان و از دهقانان را به دولت برساند. هکذا در چوکات دولت بانک انکشاف زراعتی، ریاست تخم‌های اصلاح شده، ریاست کود کیماوی، ریاست مالداری، ریاست تبلیغ و ترویج زراعتی، مدیریت‌های خاک‌شناسی لابراتوارها، امراض و آفات زراعتی، فابریکهٔ کود کیماوی، ریاست میکانیزه و ماشینری، مدیریت‌های احصائیه، کلینیک‌های حیوانی و مدیریت‌های واکسین‌سازی را تأسیس نمود تا کار کوپراتیف‌ها به هیچ مشکل برنخورد. در هر روستا کوپراتیف‌ها یک نام خاص خود را داشت. دولت وقت غرض تقویت بنیهٔ مالی کوپراتیف‌ها قرضه‌های بلندمدت را از طریق بانک انکشاف زراعتی غرض خرید تخم‌های اصلاح شده، ماشین‌های کشاورزی و تجهیزات کشاورزی را برای عرضهٔ خدمات بانکی باز گذاشت. غرض فروش و عرضهٔ محصولات دهقانی بازارهای خارجی و داخلی جست‌وجو گردید. دولت در جنب گوپراتیف‌های زراعتی کوپراتیف مأموران را ایجاد نمود و همه‌ساله محصولات زراعتی را از کوپراتیف‌ها خریده پس از پروسس در فابریکه‌ها بالای کارمندان دولت از طریق توزیع کوپون به نرخ ارزان بفروش می‌رسانید. بدین طریق زنجیر اقتصادی کشور خیلی محکم بسته شده بود. در سال‌های ۱۳۵۰ افغانستان سالانه حدود ۳۳ میلیون دالر صرف از بخش فروش گوسفند بالای کشور ایران بدست می‌آورد. پس از سال ۱۳۴۵ ساحهٔ کشت تمام نباتات در افغانستان تثبیت گردید. نسل‌های اصلاح شده مروج گردید. تولیدات گندم بیشتراز نفوس گردید. سرانجام افغانستان از لحاظ زراعتی یک کشور خود کفا گردید. نظام کوپراتیفی پس از سال ۱۳۶۷ به وخامت گرائید. در سال ۱۳۶۰ محصولات زراعتی در حالت نزول قرار گرفت دولت غرض پر نمودن خلأ، کوپراتیف‌های دهقانی را ایجاد نمود؛ و همهٔ اتحادیه‌های خود را در یک کوپراتیف منسجم نمود. و در شهرها و محلات مغازه‌های فروش محصولات زراعتی را ایجاد نمود. تا در فروش محصولات سرعت به خرج داده شود.. از اینکه تولیدات داخلی در حال ضعیف شدن بود کشورهای خارجی همکاری خود را با کوپراتیف‌ها اعلان نمودند و به میلیون‌ها تن مال به افغانستان سرازیر شد. هکذا دولت وقت غرض حفظ کوپراتیف مأموران در جنب تولیدات داخلی یک تعداد مواد خوراکی را از بیرون کشور خریداری نموده به کارمندان خود به عوض افزایش معاش طور رایگان توزیع می‌نمود. تا آنکه در سال ۱۳۹۳ مال‌ها و گدام‌های کوپراتیف‌ها و مغازه‌های تعاونی مورد چور و چپاول تفنگداران بی‌مسئولیت قرار گرفته، از میان رفت. پس از سال ۲۰۰۲ دولت افغانستان تلاش دارد تا کوپراتیف‌ها را دوباره احیا و توسعه دهد. ولی به نسبت ضعف مسئولان و عدم وجود بودجه و سازماندهی منظم، کار کوپراتیف‌ها تا سال ۱۳۸۸ خیل‌ها به کُندی پیش می‌رفت. پس از سال مذکور وزارت زراعت تلاش نموده‌است تا کوپراتیف‌ها را توسعه و انکشاف دهد تا جلوگیری از ورود محصولات زراعتی بی‌کیفیت را نمایند. گویند انگور از چین و یک نوع ناک و تربوز از ترکیه وارد می‌گردد. در حالی‌که افغانستان گدام میوه‌جات است.

## اتحادیهٔ کوپراتیف‌های دهقانی
در حقیقت کوپراتیف‌ها اتحادیه‌های کشاورزی هستند که کشاورزان برای همکاری بیشتر با همدیگر و تسلط بر بازار محصولات کشاورزی‌شان تأسیس می‌نمایند. با ازدیاد نفوس، کم‌شدن زمین‌های زراعتی، پیشرفت فناوری و رقابت، دهقانان مجبور می‌شوند بالای زمین خود غرض بدست آوردن محصول پرکیفیت مصارف و کار زیاد نمایند. باتقبل چنین مصارف در جست‌وجو بازاریابی گدام ذخیرهٔ سردخانه وسایل و لوازم کشاورزی می‌شوند. در چنین حالت باید حاصل او به فروش رسد؛ منفعت نماید، حاصل او بیمه شود. و هم سهولت غرض بدست آوردن قرضه برای او مساعد شود. درین صورت دهقان حتماً بدولت مراجعه می‌نماید. دولت باید بانک و قوانین داشته باشد تا محصولات وطن خود را حفظ نماید. نخستین ‌‌کنگرهٔ اتحادیهٔ کوپراتیف‌های دهقانان افغانستان در ماه قوس سال ۱۳۵۹ در شهر کابل برگزار شد، و متعاقباً در سال ۱۳۶۰ قانون کوپراتیف‌ها نافذ گردید. دولت وقت به صفت ناظر سهولت‌های را مساعد ساخت تا بتواند در رشد این اتحادیه‌ها مساعدت نماید. بدین منظور در هر گوشه و کنار مغازه‌های مواد ارتزاقی واستهلاکی ایجاد گردید. هکذا غرض فروش اجناس کمک‌های بلاعوض کشورهای خارج مفازه‌های تعاونی وتجارتی را در چوکات ریاست تعاونی وتجارتی ایجاد و روابط بین این دو را با هم نزدیک ساخت.
وظایف اتحادیهٔ کوپراتیف‌های دهقانان افغانستان جمع‌آوری تنظیم و فروش محصولات کوپراتیف‌های کشاورزی و صنعتی بود. کوپراتیف‌های تولیدی عبارت بودند از کوپراتیف‌های صنایع دستی، کوپراتیف‌های تهیه و تولید مواد ساختمانی، کوپراتیف‌های صنایع کوچک، کوپراتیف‌های تهیه و فروش محصولات کشاورزی و کوپراتیف‌های ساختمانی بود. کوپراتیف‌ها دهقانی در مراحل اول هزار دهقان عضو داشت که این اعضا در ۲۴ اتحادیهٔ ولایتی و شهری و ۳۰ اتحادیهٔ ولسوالی و علاقداری فعالیت داشتند. این اتحادیه که در سال ۱۳۶۹، ۲٬۰۳۷ و مبلغ ۶٬۵۶۰٬۷۳۶٬۳۰۰ افغانی سرمایه داشت، عضو اتحادیهٔ بین‌المللی کوپراتیف‌ها بود.

## کوپراتیف‌ها پس از سال ۲۰۰۲
با به وجود آمدن نظام نو در افغانستان دولت کوشش نمود تا کوپراتیف‌ها را احیا و توسعه دهد. به همین منظور در ماه جدی سال ۱۳۸۶، قانون کوپراتیف‌ها در ۶ فصل و ۳۱ ماده، در پارالمان افغانستان به تصویب رسیده. این قانون زمینهٔ رشد و فعالیت دهقانان، مولدان و صنعتگران را خیل‌ها مساعد نموده‌است. هکذا در مادهٔ ۱۳ و ۱۴ قانون اساسی نیز دولت همکاری خود را با بنیادهای اجتماعی اعلام داشته‌است. ولی با وجود چنین سهولت کهالت‌های وجود داشت که نتوانسته است کوپراتیف‌ها را طور لازم رشد دهد. که ناشی از عدم توجهٔ مسئولان نبودن پلان و عدم بودجه بوده‌است. پس از سال ۱۳۸۸ وضع کوپراتیف‌ها به خود حالت بهتر را گرفت. طبق گزرش وزارت زراعت بیش از ۱٬۵۰۰ میلیون افغانی را از طریق کوپراتیف‌ها به صورت قرضه و کمک برای کشاورزان داده‌است. «در سال ۲۰۱۱ به تعداد ۵۵۳ کوپراتیف ثبت شده‌است و تعداد کوپراتیف‌های افغانستان هم‌اکنون به ۲٬۹۷۱ رسیده‌است. از آغاز سال جاری ۸۰۰ هزار دالر به کوپراتیف‌های ولایت بامیان توزیع شده‌است و توزیع بیش از ۱۵ میلیون دالر کمک‌های مختلف برای کشاورزان ولایت هلمند جریان دارد و تفاهمنامهٔ توزیع سه میلیون دالر قرضه نیز برای کشاورزان این ولایت به امضا رسیده‌است. ‌ قرار است ۳٫۶ میلیون دالر کمک‌های وزارت زراعت، مالداری و آبیاری برای کشاورزان ولایت کندهار نیز توزیع شود. هکذا ده‌ها عراده تراکتور به کوپراتیف‌ها در ولایات مختلف توزیع شده‌است که عمده‌ترین آن، توزیع ۴۶ عراده تراکتور در ولایت بامیان و توزیع تراکتور در بغلان، لوگر وننگرهار است. در سال ۱۳۸۹دولت فرانسه به منظور ارتقای ظرفیت در فعالیت‌های زراعتی افغانستان و به ویژه تقویت بخش کوپراتیف‌ها کمک خود را به ارزش ۶ میلیون و پنجصد هزار یورو به وزارت زراعت، آبیاری و مالداری کشور اعلان نموده. وزارت زراعت افغانستان گفته است با بودن چنین پول نخست ضروریات ظرفیتی ۴۰ کوپراتیف تعیین شده، و سپس با این کوپراتیف‌ها در تهیهٔ طرح کسب و کار، آموزش به اعضای آن و ایجاد صندوق قرضهٔ کار صورت خواهد گرفت.

## روز بین‌المللی کوپراتیف‌ها
تاریخ ۳ ژوئیه یا ۱۲ سرطان روز جهانی کوپراتیف‌ها در جهان است که همه‌ساله از طرف دولت‌ها و کوپراتیف‌ها جهان تجلیل می‌گردد. سال ۲۰۱۲ هشتادوهشتمین روز جهانی گوپراتیف‌ها در جهان تجلیل می‌گردید.

## قوانین کوپاتیفپهای افغانستان
قانون کوپراتیف‌های افغانستان ۴ بار تعدیل گردیده‌است. برای آخرین‌بار این قانون در ۱۳ جوزای سال ۱۳۸۷ در ۶ فصل و ۳۱ ماده از طرف پارلمان افغانستان بصویب رسید. می‌توانید مطالعه کنید.  صفحهٔ ۳۵ قانون کوپراتیف‌ها پی.دی.اف